# Пётр (епископ Вердена)
Пётр (лат. Petrus; умер в 806) — епископ Вердена с 781 года.

## Биография
Основной нарративный источник о Петре — «Деяния верденских епископов». Та их часть, в которой повествуется о нём, была написана в 916 году Бертарием. Живший в XII веке хронист Гуго из Флавиньи использовал этот труд, уточнив и дополнив его некоторыми фактами.
Родиной Петра был Апеннинский полуостров. По утверждению Бертария, он был священником в Павии, а по данным Гуго из Флавиньи — в Тревизо. Во время франкско-лангобардской войны 773—774 годов Пётр убедил жителей города, в котором священствовал, сдаться Карлу Великому и этим заслужил благодарность короля франков. О том, соответствуют ли эти сведения действительности, имеются разные мнения.
По протекции Карла Великого Пётр был избран главой Верденской епархии, став преемником умершего епископа Мадальвея. Приводимая в «Анналах Святого Витона Верденского» дата смерти Мадальвея — 758 год — ошибочна, так как последнее достоверное упоминание о нём относится к 9 ноября 775 года. Так как известен день смерти Мадальвея — 4 октября, то он должен был умереть не ранее 776 года (возможно, уже в том же году или несколько позже). Согласно «Деяниям верденских епископов», духовенство и народ города не хотели, чтобы иностранец был их пастырем. Возможно, из-за этого для рукоположения в сан по повелению короля франков Пётр в 781 году ездил из Парижа в Рим. Здесь он быд посвящён в епископы папой Адрианом I. Во второй половине апреля Карл Великий получил от наместника Святого Престола послание с уведомлением о выполнении его просьбы. Первая королевская хартия, в которой Пётр упоминался как глава Верденской епархии, датирована октябрем того же года.
По утверждению Бертария, вскоре Пётр заслужил у Карла Великого репутацию мятежника, тайно поддерживая связь с принцем Адельхизом и сторонниками того в Италии. За это епископ был на 12 лет лишён власти над Верденской епархией, но потом смог оправдаться перед королём франков. По мнению Л. Дюшена, в отсутствие Петра епархией мог управлять хорепископ Амальберт, которого Бертарий в списке епископов ошибочно помещал после Мадальвея. Однако, скорее всего, свидетельство о двенадцатилетней опале Петра не соответствует действительности. Вероятно, такие предания возникли в связи с действительно имевшим место обвинением епископа в участии в заговоре Пипина Горбатого. Согласно франкским анналам, зимой 792 года заговорщики, среди которых были Пётр и граф Парижа Теобальд, намеревались убить Карла Великого, Фастраду и младших сыновей франкского монарха — королей Людовика Аквитанского и Пипина Итальянского — при посещении теми церкви Святого Петра в Регенсбурге и возвести на престол Пипина Горбатого. Однако об этом случайно узнал диакон этой церкви Фардульф, тут же доложивший обо всём королю. Заговорщики были арестованы и в Регенсбурге над ними был проведён суд. Многие из обвинённых в измене были казнены, другие лишены имущества и отправлены в ссылку. Граф Теобальд очистился от предъявленных ему обвинений с помощью Божьего суда. К такой же процедуре прибег и Пётр, так как ни один из иерархов Франкского государства не пожелал поручиться на него. На состоявшемся 1 июня 794 года Франкфуртском соборе епископ Вердена поклялся, что никогда не злоумышлял на жизнь короля, и был оправдан. За время опалы Петра много из имущества и владений епархии было присвоено светскими лицами и преемникам епископа стоило больших трудов возвратить всё обратно.
В «Деяниях верденских епископов» сообщается, что Пётр управлял епархией 25 лет и был похоронен в церкви Святого Витона, тогда ещё называвшейся церковью Святых Петра и Павла. Приводимые в «Анналах Святого Витона Верденского» даты его епископствования — 771—795 годы — явно ошибочны. В действительности, скорее всего, Пётр умер в 806 году. Его преемником на епископской кафедре Вердена был Анстранн.